# Valeri Suntsov
Valeri Suntsov (Unión Soviética, 10 de julio de 1955) es un atleta soviético retirado especializado en la prueba de 50 km marcha, en la que ha conseguido ser medallista de bronce europeo en 1986.

## Carrera deportiva
En el Campeonato Europeo de Atletismo de 1986 ganó la medalla de bronce en los 50 km marcha, con un tiempo de 3:42:38 segundos, llegando a meta tras el alemán Hartwig Gauder y su compatriota soviético Vyacheslav Ivanenko (plata).
Al año siguiente, en la Copa del Mundo de Marcha Atlética celebrada en Nueva York en 1987, ganó la medalla en la competición por equipos, consiguiendo 607 puntos.